# Regar-TadAZ Tursunzoda
Maillots
Le Futbolnyy Klub Regar-TadAZ Tursunzoda (en tadjik : Футбольный клуб Регар ТадАЗ Турсунзода), plus couramment abrégé en Regar-TadAZ Tursunzoda, est un club tadjik de football fondé en 1950 et basé dans la ville de Tursunzoda.

## Palmarès
| Compétitions nationales | Compétitions internationales                                          |
| --- | --------------------------------------------------------------------- |
| - Championnat du Tadjikistan (7) : - Champion : 2001, 2002, 2003, 2004, 2006, 2007 et 2008. - Vice champion : 1992, 2000, 2005, 2009, 2010, 2011 et 2012. - Coupe du Tadjikistan (7) : - Vainqueur : 2000, 2001, 2005, 2006, 2011, 2012 et 2024. - Finaliste : 1995, 1999, 2013, 2014, 2015, 2018 et 2019. | - Coupe du président de l'AFC (3) : - Vainqueur : 2005, 2008 et 2009. |

## Entraîneurs du club
- Makhmadion Khabiboullaïev
- Ouktam Sattorov